# Акимова, Вера Николаевна
Ве́ра Никола́евна Аки́мова (5 июня 1959, Ташкент — 14 апреля 2009), также известна по фамилиям Тинько́ва и Ереме́ева — советская легкоатлетка, специалистка по барьерному бегу. Выступала за сборную СССР по лёгкой атлетике в 1980-х годах, обладательница серебряной медали чемпионата Европы в помещении, победительница и призёрка первенств всесоюзного значения. Представляла Москву и ЦСКА. Мастер спорта СССР международного класса.

## Биография
Вера Акимова родилась 5 июня 1959 года в Ташкенте, Узбекская ССР.
Начала заниматься лёгкой атлетикой в 1975 году в местной ташкентской секции. В 1978 году на соревнованиях в Харькове выполнила норматив мастера спорта.
Впоследствии проходила подготовку в Москве, выступала за Советскую Армию. Была подопечной тренеров Б. А. Шапочника и Е. В. Акимова. Окончила Государственный центральный институт физической культуры.
Впервые заявила о себе на всесоюзном уровне в сезоне 1981 года, когда на зимнем чемпионате СССР в Минске выиграла серебряную медаль в беге на 60 метров с барьерами.
В 1984 году в 60-метровом барьерном беге одержала победу на зимнем чемпионате СССР в Москве и завоевала серебряную награду на чемпионате Европы в помещении в Гётеборге. Рассматривалась в качестве кандидатки на участие в летних Олимпийских играх в Лос-Анджелесе, однако Советский Союз вместе с несколькими другими странами восточного блока бойкотировал эти соревнования по политическим причинам. Вместо этого Акимова выступила на альтернативном турнире «Дружба-84» в Праге, где в беге на 100 метров с барьерами заняла четвёртое место.
В 1985 году финишировала шестой на Всемирных легкоатлетических играх в помещении в Париже, победила на чемпионате СССР в Ленинграде, была второй на домашнем Кубке Европы в Москве.
В 1986 году в беге на 60 метров с барьерами превзошла всех соперниц на зимнем чемпионате СССР в Москве, дошла до стадии полуфиналов на чемпионате Европы в помещении в Мадриде. В беге на 100 метров с барьерами была лучшей на чемпионате СССР в Киеве, тогда как на чемпионате Европы в Штутгарте не смогла пройти дальше полуфинала.
За выдающиеся спортивные достижения удостоена почётного звания «Мастер спорта СССР международного класса».
Умерла 14 апреля 2009 года в возрасте 49 лет.